# Narandulamyn Mönchbayar
Narandulamyn Mönchbayar (mongolisch Нарандуламын Мөнхбаяр, * 28. Oktober 1990) ist ein mongolischer Mittel- und Langstreckenläufer.

## Sportliche Laufbahn
Erste internationale Erfahrungen sammelte Mönchbayar Narandulam bei den Ostasienspielen 2013 in Tianjin, bei denen er im 1500-Meter-Lauf die Bronzemedaille gewann und über 5000 Meter auf Rang fünf gelangte. Im Jahr darauf wurde er bei den Hallenasienmeisterschaften in Hangzhou jeweils Sechster über 1500 und 3000 Meter. Ende September nahm er erstmals an den Asienspielen im südkoreanischen Incheon teil, bei denen er im 5000-Meter-Lauf auf Rang 16 kam und über 1500 Meter im Vorlauf ausschied. 2016 siegte er in 1:07:40 h beim Ulaanbaatar-Halbmarathon. Im Marathon qualifizierte er sich 2017 für die Weltmeisterschaften in London, bei denen er in 2:18:42 h Platz 34 erreichte. Zwei Wochen später nahm er an der Sommer-Universiade in Taipeh teil und wurde dort im Halbmarathon 27. 2018 nahm er im 10.000-Meter-Lauf an den Asienspielen in Jakarta teil und wurde dort in 31:28,00 min Sechster. Bei den Marathon-Asienmeisterschaften 2019 in Dongguan nach 2:19:48 h den fünften Platz und 2023 schied er bei den Asienspielen in Hangzhou mit 3:58,26 min im Vorlauf über 1500 Meter aus und gelangte mit 14:42,79 min auf Rang 14 über 5000 Meter. Zudem wurde er mit der mongolischen 4-mal-400-Meter-Staffel im Vorlauf disqualifiziert.
In den Jahren 2018, 2019 und 2022 wurde Mönchbayar mongolischer Meister über im 5000-Meter-Lauf sowie 2018 auch über 10.000 Meter.

## Persönliche Bestleistungen
- 1500 Meter: 3:54,10 min, 7. Oktober 2013 in Tianjin
  - 1500 Meter (Halle): 3:55,48 min, 15. Februar 2014 in Hangzhou (Mongolischer Rekord)
  - 3000 Meter (Halle): 8:34,15 min, 16. Februar 2014 in Hangzhou (Mongolischer Rekord)
- 5000 Meter: 14:42,79 min, 4. Oktober 2023 in Hangzhou
- 10.000 Meter: 30:52,0 min, 20. Juli 2019 in Ulaanbaatar
- Halbmarathon: 1:07:40 h, 4. Juni 2016 in Ulaanbaatar
- Marathon: 2:13:11 h, 27. Oktober 2019 in Chengdu